# Asa (Kentucky)
Asa, también conocido como Asa Creek, es un área no incorporada ubicada en el condado de Johnson en el estado estadounidense de Kentucky.

## Geografía
Asa se encuentra ubicada en las coordenadas 37°46′04″N 82°54′15″O / 37.76778, -82.90417.